# Championnat du Tadjikistan de football 2023
Navigation
Saison précédente Saison suivante
La saison 2023 du Championnat du Tadjikistan de football est la 32e édition de la première division au Tadjikistan. La compétition regroupe dix clubs, qui s'affrontent deux fois, puis le championnat est scindé en deux. À l'issue de la saison, les deux derniers sont relégués.
C'est Istiqlol Douchanbé, tenant du titre, qui remporte à nouveau la compétition cette saison après avoir terminé en tête. C'est le douzième titre de champion du Tadjikistan de l'histoire du club et le dixième acquis consécutivement.

## Les clubs participants
- Istiqlol Douchanbé
- FK Khodjent
- FK Khatlon Bokhtar
- Regar-TadAZ Tursunzoda
- KMVA Pamir Douchanbé
- FK Fayzkand
- Ravshan Kulob
- FK Esxata Xuçand
- Kuktosh Rudaki - Promu de D2
- Hosilot Farxor - Promu de D2

## Compétition

### Format
Le format du championnat est le même que celui de la saison passée, les équipes se rencontrent dans une première phase deux fois ensuite le championnat est scindé en deux. Les cinq premiers jouent dans la poule championnat en emportant les points acquis lors de la première phase. Les cinq derniers jouent dans la poule relégation. Lors de la deuxième phase les équipes ne se rencontrent qu'une seule fois. Le premier de la poule championnat est déclaré champion du Tadjikistan, les deux derniers de la poule de relégation sont relégués en deuxième division.
Le barème de points servant à établir le classement se décompose ainsi :
- Victoire : 3 points
- Match nul : 1 point
- Défaite : 0 point

### Saison régulière
| Rang | Équipe                 | Pts | J  | G  | N | P  | Bp | Bc | Diff |
| ---- | ---------------------- | --- | -- | -- | - | -- | -- | -- | ---- |
| 1    | Istiqlol DouchanbéT C  | 40  | 18 | 12 | 4 | 2  | 42 | 8  | +34  |
| 2    | Ravshan Kulob          | 31  | 18 | 8  | 7 | 3  | 23 | 13 | +10  |
| 3    | Kuktosh Rudaki P       | 29  | 18 | 9  | 2 | 7  | 30 | 25 | +5   |
| 4    | FK Esxata Xuçand       | 26  | 18 | 8  | 2 | 8  | 24 | 28 | -4   |
| 5    | FK Fayzkand            | 25  | 18 | 6  | 7 | 5  | 24 | 22 | +2   |
| 6    | FK Khodjent            | 22  | 18 | 5  | 7 | 6  | 18 | 26 | -8   |
| 7    | KMVA Pamir Douchanbé   | 20  | 18 | 4  | 8 | 6  | 14 | 14 | 0    |
| 8    | Hosilot Farxor P       | 20  | 18 | 5  | 5 | 8  | 14 | 20 | -6   |
| 9    | Regar-TadAZ Tursunzoda | 16  | 18 | 3  | 7 | 8  | 17 | 28 | -11  |
| 10   | FK Khatlon Bokhtar     | 16  | 18 | 5  | 1 | 12 | 11 | 35 | -24  |

|  | Qualification pour la poule championnat                                                |
|  | Qualification pour la poule relégation                                                 |
|  | T : Tenant du titre C : Vainqueur de la Coupe du Tadjikistan P : Promu de Pervaya Liga |

### Poule championnat
| Rang | Équipe                | Pts | J  | G  | N | P | Bp | Bc | Diff |
| ---- | --------------------- | --- | -- | -- | - | - | -- | -- | ---- |
| 1    | Istiqlol DouchanbéT C | 52  | 22 | 16 | 4 | 2 | 56 | 12 | +44  |
| 2    | Ravshan Kulob         | 35  | 22 | 9  | 8 | 5 | 29 | 20 | +9   |
| 3    | FK Esxata Xuçand      | 33  | 22 | 10 | 3 | 9 | 30 | 32 | -2   |
| 4    | Kuktosh Rudaki P      | 33  | 22 | 10 | 3 | 9 | 39 | 36 | +3   |
| 5    | FK Fayzkand           | 26  | 22 | 6  | 8 | 8 | 29 | 36 | -7   |

|  | Qualification pour la Ligue des champions 2 de l'AFC 2024-2025                         |
|  | T : Tenant du titre C : Vainqueur de la Coupe du Tadjikistan P : Promu de Pervaya Liga |

### Poule relégation
| Rang | Équipe                 | Pts | J  | G | N  | P  | Bp | Bc | Diff |
| ---- | ---------------------- | --- | -- | - | -- | -- | -- | -- | ---- |
| 6    | KMVA Pamir Douchanbé   | 26  | 22 | 5 | 11 | 6  | 16 | 15 | +1   |
| 7    | FK Khodjent            | 26  | 22 | 5 | 11 | 6  | 19 | 27 | -8   |
| 8    | Hosilot Farxor P       | 25  | 22 | 6 | 7  | 9  | 17 | 22 | -5   |
| 9    | Regar-TadAZ Tursunzoda | 24  | 22 | 5 | 9  | 8  | 21 | 30 | -9   |
| 10   | FK Khatlon Bokhtar     | 17  | 22 | 5 | 2  | 15 | 12 | 38 | -26  |

|  | Relégation en deuxième division                                                        |
|  | T : Tenant du titre C : Vainqueur de la Coupe du Tadjikistan P : Promu de Pervaya Liga |

- En raison du forfait du FK Fayzkand pour la nouvelle saison et le projet d'extension du championnat à douze équipes, le Regar-TadAZ Tursunzoda et FK Khatlon Bokhtar seront repêchés.

## Bilan de la saison
| Championnat du Tadjikistan de football 2023 |                                |
| Champion                                    | Istiqlol Douchanbé (12e titre) |
| Coupes et trophées                          |                                |
| Vainqueur de la Coupe du Tadjikistan 2023   | Istiqlol Douchanbé             |
| Qualifications continentales                |                                |
| Ligue des champions 2 de l'AFC 2024-2025    | Istiqlol Douchanbé             |
| Ligue des champions 2 de l'AFC 2024-2025    | Ravshan Kulob                  |
| Promotions et relégations                   |                                |
| Promus en Ligai Olii                        | FK Istaravshan                 |
| Promus en Ligai Olii                        | FC Panjshir                    |
| Promus en Ligai Olii                        | Barkchi Hisor                  |
| Relégués en Ligai Yakumi                    | FK Fayzkand Retrait            |